# Michaël Fœssel
Michaël Fœssel est un philosophe français né en 1974 à Thionville (Moselle).

## Biographie
Michaël Fœssel nait le 24 octobre 1974 à Thionville. Il grandit à Mulhouse, ses parents sont tous les deux professeurs d'allemand. Il est militant communiste durant sa jeune adolescence,. À l'âge de seize ans, il découvre Paul Ricœur à travers l'ouvrage La symbolique du mal, première lecture philosophique qui va profondément l'influencer.
Il intègre l'ENS de Fontenay-Saint-Cloud, en 1995 (rang 1). Il obtient l'agrégation de philosophie deux ans plus tard (rang 1), puis soutient une thèse sur Emmanuel Kant et la question du monde en 2002 à l'université de Rouen. Après avoir été maître de conférences à l'université de Bourgogne et à l'Institut catholique de Paris, il est élu en 2013 professeur de philosophie à l'École polytechnique, où il succède à Alain Finkielkraut. 
Michaël Fœssel est également conseiller à la direction de la revue Esprit et, depuis 2014, dirige la collection l'Ordre philosophique aux éditions du Seuil avec Jean-Claude Monod. Il est par ailleurs chroniqueur à Libération.

Son travail porte notamment sur le sens et les risques de l'expérience démocratique et sur le cosmopolitisme abordé dans une perspective kantienne,. Selon Olivier Mongin, son ami et directeur de la revue Esprit : « Contrairement à beaucoup de ses pairs, il n’est pas enfermé dans sa spécialité. C’est un curieux, un voyageur, quelqu’un qui est vite intrigué et passionné. » En 2019, Fœssel explique dans une émission des Chemins de la philosophie qui lui est consacrée : 

« Si je devais dire ce sur quoi j’essaie de travailler, je citerais Levinas : « Difficile liberté ». Je ne travaille pas sur le concept général de liberté, sur les différents sens qu’elle peut prendre dans l’histoire de la pensée, mais c’est sur la manière dont on peut articuler un idéal, celui d’une émancipation, à des expériences... Ce qui m’intéresse c’est la manière dont une idée aussi abstraite semble-t-il produit des effets existentiels. »

## Prises de position et analyses
Il est généralement qualifié de « philosophe de gauche » par les médias, ce à quoi il répond : « Pour ceux qui comme moi ne sont pas des prolétaires, être de gauche, c’est ne pas se retrouver dans les évidences dominantes, c’est être scandalisé par certaines choses, notamment les inégalités sociales ou les dénis de liberté, et pressentir qu’elles sont inacceptables. »
En mai 2012, il attribue la victoire de François Hollande à l'élection présidentielle aux échecs de la droite et du sarkozysme, ainsi qu'au « gouvernement par le marché qui a fait la preuve de son inefficacité ».
En novembre 2012, il déclare : « Je n’ai pas d’objection particulière contre l’écologie politique. Ce à quoi je m’oppose, c’est à l’idée que la logique du vivant puisse déterminer le politique. Karl Marx disait : « Les philosophes n’ont fait qu’interpréter diversement le monde, il s’agit maintenant de le transformer. » Or aujourd’hui, beaucoup d’écologistes semblent tentés de dire : « On a essayé de transformer le monde, on a vu ce que ça a donné. Il faut donc maintenant s’attacher à le préserver. » C’est à ce type de position que je m’oppose. Bien sûr, je ne nie pas qu’il y ait des choses à préserver dans notre écosystème. »
Dans une tribune publiée dans Le Monde en avril 2017, il défend Jean-Luc Mélenchon, alors candidat à l'élection présidentielle, contre les attaques le visant et les commentaires voyant en lui une possible dérive dictatoriale. Au contraire, il pense que : « le devenir autoritaire des États où règne une dérégulation économique sans frein est un fait ». Michaël Fœssel considère que Mélenchon « a au moins le mérite de libérer provisoirement la France du face-à-face entre globalisation heureuse et violence identitaire ».
En juin 2017, Michaël Fœssel juge, qu'avec l'inscription des mesures de l’état d’urgence dans le droit commun, on tend vers un « État libéral autoritaire ».
En mars 2019, il publie Récidive, ouvrage dans lequel il fait une analyse comparative de la situation contemporaine de la France avec celle de 1938, considérant que l’État de droit est similairement affaibli : « La France de 1938 vit dans une sorte d'état d'urgence permanent, une situation qui fait écho avec ce que nous vivons depuis plusieurs décennies (plus de vingt lois sécuritaires en vingt ans). Il faudrait au moins se poser la question suivante : qu’adviendrait-il d’un tel arsenal juridique s’il tombait entre les mains d’un gouvernement antidémocratique ? [...] Le mouvement actuel des « gilets jaunes » confirme que l’on ne peut pas découper la démocratie en tranches : l’amour de l’égalité renforce la croyance dans des institutions libres. Et l’affaiblissement de l’un entraîne l’érosion de l’autre. C’est pourquoi je m’inquiète de l’aspect autoritaire des politiques néolibérales menées depuis plus d’une décennie, par l’actuel gouvernement comme par ceux qui l’ont précédé. »
En mai 2020, à la suite de la pandémie de Covid-19 et du confinement en France, il déclare : « L'expérience que nous venons de vivre a réinscrit la liberté dans le champ de l'existence concrète, mais sur le mode de sa privation. À partir du moment où la liberté de mouvement est mise en cause et où le simple fait de franchir sa porte se trouve soumis à autorisation administrative, les oppositions entre le libéralisme et le républicanisme perdent de leur tranchant. Chacun se retrouve confronté au scandale du corps entravé. On peut bien sûr considérer que la liberté est d'abord celle de l'imaginaire, qu'elle est une expérience intérieure indifférente aux conditions sociales. C'est ce que l'on a pu lire dans certaines apologies romantiques de la vie confinée. Il me semble au contraire que la liberté apparaît pour ce qu'elle est, c'est-à-dire une réalité avant tout politique, lorsque le pouvoir, même pour d'excellentes raisons, la met en suspens dans sa dimension corporelle. »

## Décoration
- Chevalier de l'ordre des Arts et des Lettres (2016)[réf. nécessaire]

## Publications

### Essais
- Kant et l'Équivoque du monde, CNRS, 2008  (ISBN 978-2271066336)
- La Privation de l'intime, Seuil, coll. « Débats », 2008  (ISBN 978-2020982511)
- État de vigilance, Éditions Le Bord de l'eau, coll. « Diagnostics », 2010  (ISBN 978-2356870650) ; nouvelle édition, Le Seuil, coll. « Points », 2016
- Le Scandale de la raison. Kant et le problème du mal, Éditions Honoré Champion, coll. Champion Essais, 2010
- Après la fin du monde : Critique de la raison apocalyptique, Éditions du Seuil, coll. « L'ordre philosophique », 2013  (ISBN 978-2021053678)
- Le Temps de la consolation, Éditions du Seuil, coll. « L’ordre philosophique », 2015.
- La Nuit. Vivre sans témoin, Éditions autrement, coll. « Les grands mots », 2017.
- Récidive. 1938, PUF, 2019[20],[22].
- Quartier Rouge. Le plaisir et la gauche, PUF, 2022  (ISBN 978-2-13-083426-7)[23]

### Publications collectives et éditions
- Kant, la religion dans les limites de la simple raison (avec Marc Schweyer), Hatier, coll. « Les Classiques Hatier de la philosophie », 2000  (ISBN 978-2218729683).
- L’Anthologie Paul Ricœur (avec Fabien Lamouche, Points, coll. « Points Essais », 2007  (ISBN 978-2757803004).
- Kant (avec Raphaël Enthoven), Librairie Académique Perrin, coll. « Les nouveaux chemins de la connaissance », 2009  (ISBN 978-2262031053).
- Cosmopolitisme et démocratie (direction, avec Louis Lourme), PUF, 2016.
- participation à l'ouvrage collectif Qu'est-ce que la gauche ?, Fayard, 2017.
- avec Étienne Ollion, Une étrange victoire. L'extrême droite contre la politique, Seuil, 2024.

### Articles
- Michaël Fœssel, sur le site de la Revue Esprit : Dieu, cet absent des bondieuseries, novembre 2018
- Une révolution sans révolutionnaires ? Dossier Le sexe après sa révolution, revue Esprit, juillet-août 2017
- Michaël Fœssel, sur le site de la Revue Esprit : Les raisons de la colère, mars-avril 2016
- « Pourquoi le nihilisme ? », Revue Esprit, mars-avril 2014